# Salma Djoubri
Salma Djoubri (* 20. Dezember 2002) ist eine ehemalige französische Tennisspielerin.

## Karriere
Djoubri begann mit vier Jahren das Tennisspielen und spielte bislang vor allem auf der ITF Juniors Tour sowie auf der ITF Women’s World Tennis Tour, wo sie drei Einzeltitel gewinnen konnte.
Bei den French Open 2018 erreichte sie mit einem Sieg über Simona Waltert die zweite Runde, wo sie dann gegen María Camila Osorio Serrano verlor.
Ihr Debüt auf der WTA Tour gab sie bei den Engie Open de Limoges 2018, als sie eine Wildcard für die Qualifikation erhielt. Sie scheiterte aber bereits in der ersten Qualifikationsrunde an ihrer Landsfrau Audrey Albié mit 4:6 und 2:6.
2019 erreichte sie ihr erstes Finale eines ITF-Turniers, wo sie Sina Hermann klar mit 6:1 und 6:0 schlug.
2021 gelang ihr Anfang Januar in Monastir ihr zweiter Turniersieg bei einem ITF-Turnier. Bei den Engie Open Andrézieux-Bouthéon 42 2021 erreichte sie das Hauptfeld im Dameneinzel über die Qualifikation, verlor aber bereits in der ersten Runde gegen Cristina Bucșa mit 3:6 und 1:6.

## Turniersiege

### Einzel
| Nr. | Datum             | Turnier  | Kategorie | Belag     | Finalgegnerin | Ergebnis      |
| --- | ----------------- | -------- | --------- | --------- | ------------- | ------------- |
| 1.  | 1. September 2019 | Haren    | ITF W15   | Sand      | Sina Herrmann | 6:1, 6:0      |
| 2.  | 10. Januar 2021   | Monastir | ITF W15   | Hartplatz | Zeel Desai    | 6:4, 3:6, 6:2 |
| 3.  | 11. April 2021    | Monastir | ITF W15   | Hartplatz | Magali Kempen | 6:3, 6:4      |